# Musée de la technique militaire GRYF
Le Musée de la technique militaire GRYF (en polonais Muzeum Techniki Wojskowej GRYF) est implanté sur le terrain d'une ancienne base militaire à Dąbrówka près de Wejherowo en Poméranie. Inauguré en 2013 le musée abrite des véhicules militaires dont la majorité date de la Seconde Guerre mondiale. L'idée du musée est la présentation dynamique de sa collection. La plupart des véhicules est en parfaite état de marche et participe à des reconstitutions historiques, des spectacles en plein air et des événements éducatifs.
Les véhicules du musée sont aussi utilisés lors des tournages de films documentaires et historiques.

## Collection
- 2 chars T-34/85
- un char T-55A
- une replique du char Panzerkampfwagen V Panther
- un canon automoteur ISU-152
- un véhicule de transport de troupes OT-810 (de)
- un véhicule de transport de troupes M3A1 Half-Track
- 2 automitrailleuses BRDM-2
- un véhicule de transport de troupes OT-64 SKOT
- un Tracteur-érecteur-lanceur 2P25M
- des camions Mercedes-Benz L 1500A, L1500S, L3000S, L4500S, L3500
- des camions Opel Blitz 1,5t et 3t
- un camion Magirus-Deutz S3000
- des voitures Opel Olympia et Opel Super 6
- des camions Star 25, Star 244L, Star 660M et Star 266
- des camions ZIL-130, ZIL 131 et KrAZ-255
- des véhicules tout-terrain GAZ-67, GAZ-69, UAZ-469 et UAZ-452
- des motocyclettes BMW R 35 et Dnepr M-72
- un planeur Scheibe L-Spatz 55
- des canons ZiS-3, ZiS-2, canon D-44 (en) et 7,5-cm PaK 40
- un Obusier 122 mm M1938
- et beaucoup d'autres objets